# ميكولا بافلينكو
ميكولا بافلينكو (بالأوكرانية: Микола Миколайович Павленко)‏ هو لاعب كرة قدم أوكراني في مركز حراسة المرمى، ولد في 7 مايو 1979 في لوزوفا في أوكرانيا. لعب مع أرسنال كييف وسبارتاك موسكو ونادي روستوف أون دون ونادي روفانييمن بالوسورا ونادي فولين لوتسك ونادي نسف قرشي.

## وصلات خارجية
- ميكولا بافلينكو على موقع اتحاد أوكرانيا (الإنجليزية)
- ميكولا بافلينكو على موقع قاعدة بيانات كرة القدم.إي يو (الإنجليزية)
- ميكولا بافلينكو على موقع Soccerway.com (الإنجليزية)